# André d'Ypres
André d'Ypres, mort à Mons (Hainaut) en 1450, est un peintre et enlumineur du XVe siècle, originaire d'Amiens, formé en Flandres puis installé à Paris. La plupart des historiens de l'art s'accordent pour voir en lui le Maître de Dreux Budé, le père probable de Colin d'Amiens, alias le Maître de Coëtivy, et le grand-père de Jean d'Ypres et Nicolas Dipre.

## Biographie
Plusieurs documents d'archives permettent de retracer son parcours. Il est mentionné à Amiens vers 1425-1426. Il est reçu franc-maître des peintres de Tournai en 1428. Il est installé à Amiens de 1435 à 1444, où il est employé par la municipalité à peindre des blasons sculptés et à des travaux de peinture à l'occasion de la visite du dauphin Louis dans la ville. Il quitte Amiens sans doute vers 1445 avec son fils Nicolas appelé aussi Colin pour s'installer à Paris. Un document postérieur, daté de 1479, le signale comme feu André d'Ypres, « en son vivant hystorieur et enlumyneur, bourgeois de Paris, demourant en la rue Quiquenpoit ». Un autre document de la Collégiale Sainte-Waudru de Mons indique qu'un peintre André d'Ypres, peintre parisien, a vu ses funérailles célébrées dans l'église en 1450 à la suite de sa mort dans la ville au cours d'un voyage de retour d'un pèlerinage à Rome.

## Identification du Maître de Dreux Budé

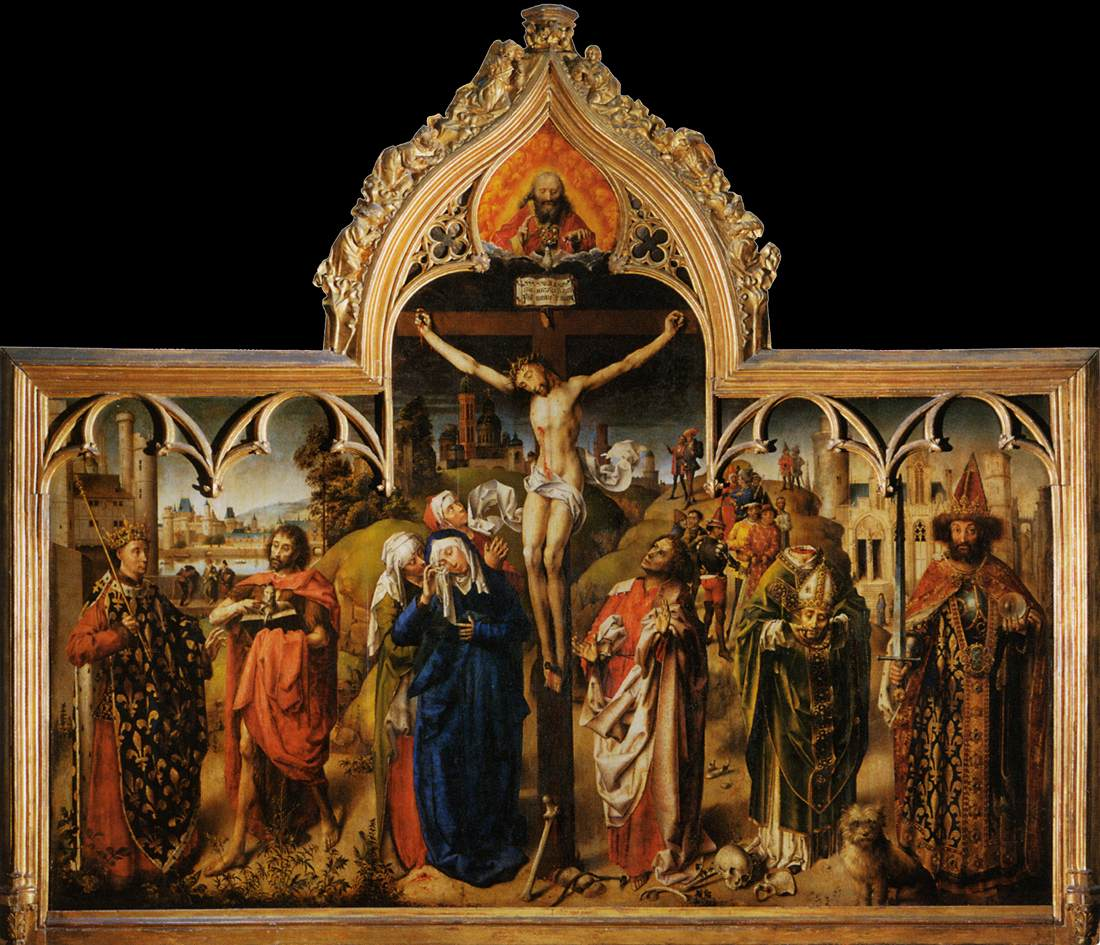
La Crucifixion du Parlement de Paris (vers 1450).

Le nom de convention de ce maître anonyme a été forgé par l'historien de l'art Charles Sterling à partir d'un petit triptyque de la Crucifixion dont le panneau central est aujourd'hui conservé au J. Paul Getty Museum et commandé par le chancelier du roi Dreux Budé. Il y a vu un artiste néerlandais qui serait venu à Paris pour y exécuter plusieurs commandes dont ces deux œuvres. Cet artiste a été rapproché de La Crucifixion du Parlement de Paris réalisé à la même époque et dans un style très proche, influencé par Robert Campin et Rogier van der Weyden. La redécouverte de plusieurs documents liés à André d'Ypres et à son fils Colin d'Amiens a permis de rapprocher des deux peintres le Maître de Dreux Budé pour le premier et le Maître de Coëtivy pour le second. Ces indices documentaires sont confirmés par le style du maître anonyme, qui montre une influence des deux peintres tournaisiens alors qu'André d'Ypres a été formé dans cette même ville de Tournai.
D'autres œuvres ont été rapprochées de ce peintre : des miniatures dans des manuscrits, un dessin, mais aussi des vitraux dont il aurait réalisé les cartons. Cette identification fait quasiment l'unanimité, à l'exception de quelques historiens.

## Œuvres attribuées
L'essentiel de ces œuvres sont encore attribuées sous le nom de Maître de Dreux Budé.

### Panneaux
- La Crucifixion du Parlement de Paris, vers 1449, peinture sur bois, 226 x 270 cm, musée du Louvre[4].
- Triptyque de Dreux Budé avec
  - Le volet gauche : L'arrestation du Christ avec deux donateurs dit aussi Le baiser de Judas et l'arrestation du Christ, peinture sur bois, 48.7 x 30,5 cm, Paris, musée du Louvre, qui l'a acquis en vente publique chez Sotheby's à Londres le 9 décembre 2015[5] ; auparavant à Brême, collection Bischoff[6],[7].
  - Le panneau central : Crucifixion, avant 1450, peinture sur bois, 48.6 x 71,1 cm, J. Paul Getty Museum, Los Angeles[8].
  - Le volet droit : Résurrection du Christ[9], peinture sur bois, 46 × 28 cm, musée Fabre, Montpellier.

Le triptyque est réuni pour la première fois en 2024 lors de l'exposition Les arts en France sous Charles VII (1422-1461) au musée de Cluny - musée national du Moyen-Âge.

Triptyque de Dreux Budé
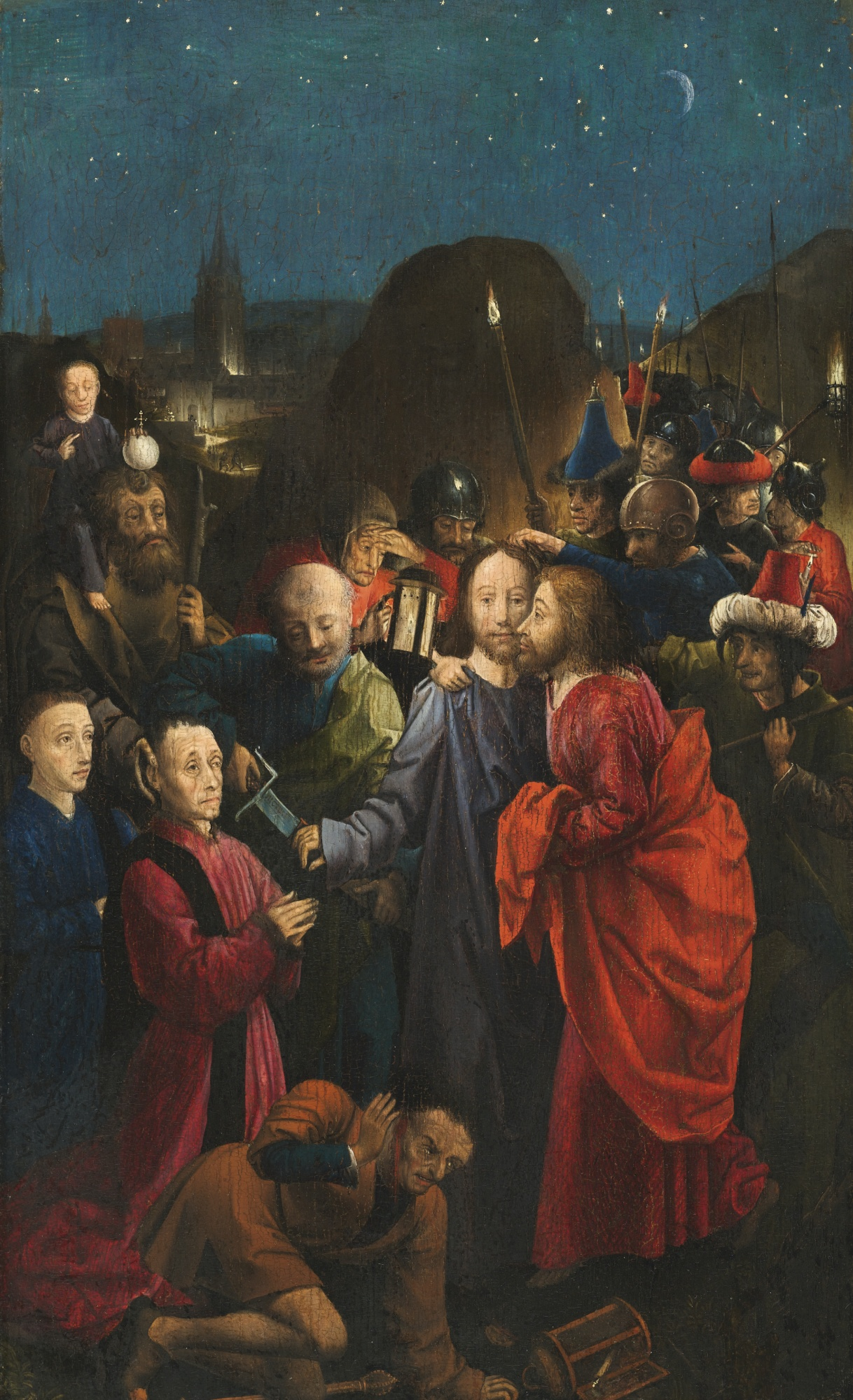
Arrestation du Christ
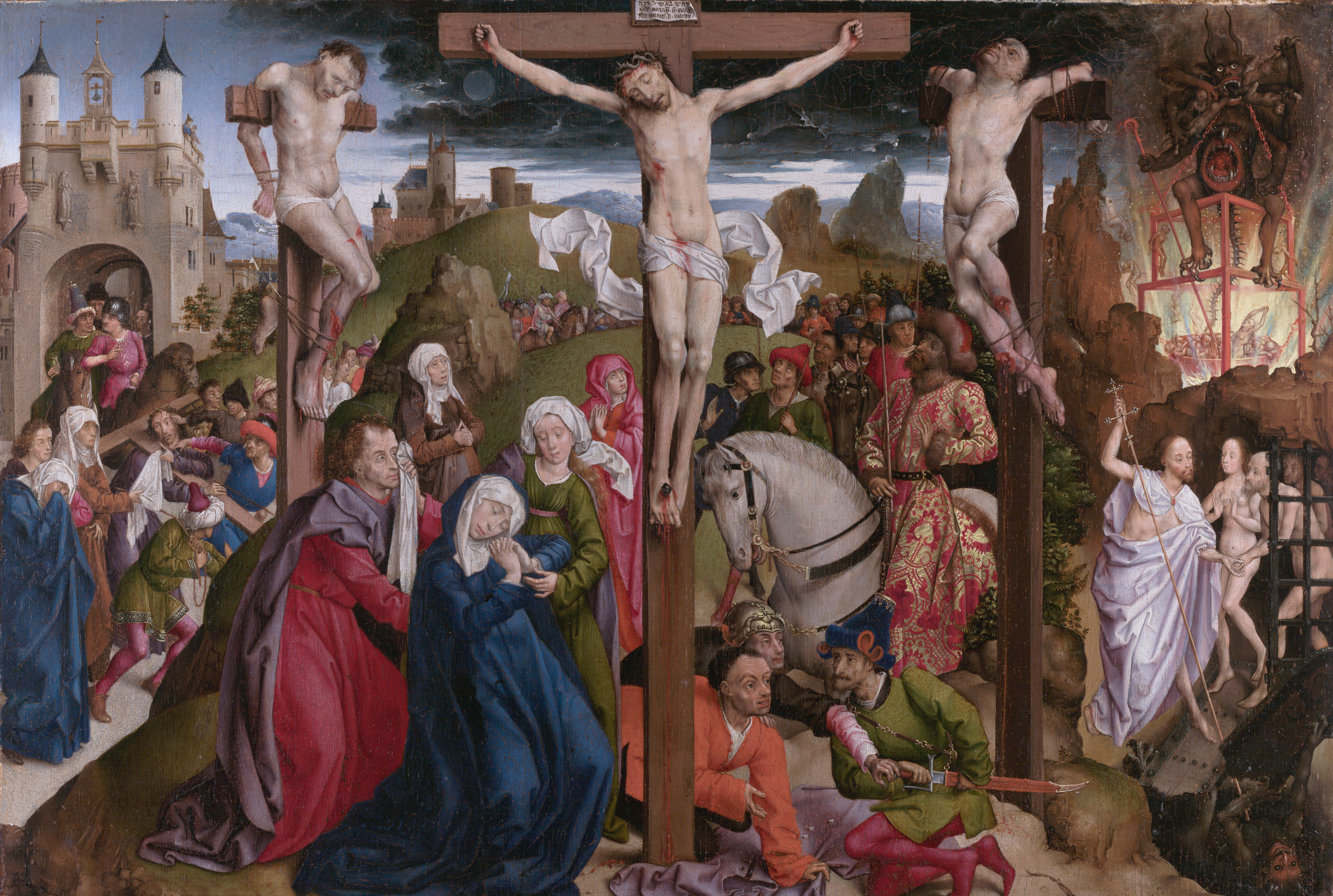
Crucifixion
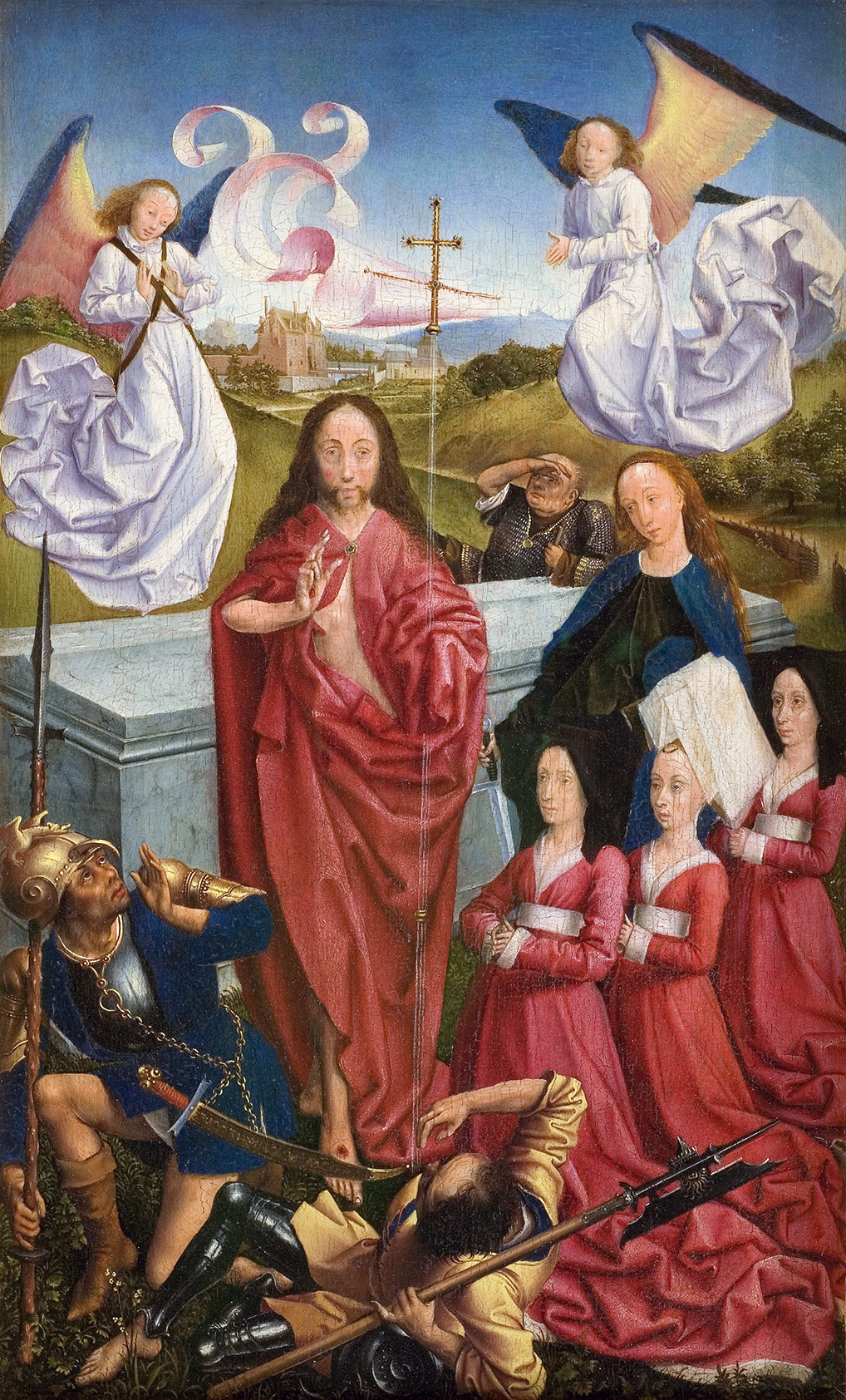
Résurrection

### Manuscrits enluminés
- Bréviaire de Tours, Bibliothèque nationale de France, Lat.1032
- Un livre d'heures, vers 1446-1450, aujourd'hui depecé et connu par 4 feuillets : 
  - La Visitation, musée des beaux-arts de Dijon, inv.2196[11]
  - L'Adoration des mages, collection privée, passé en vente chez Christie's le 21 mai 2014 (lot 1)[12]
  - L'Annonciation aux bergers, Musée Lázaro Galdiano, Madrid, inv.15288-37
  - Saint Luc écrivant, musée du Louvre, RF1930[13]
- manuscrit de Jacques Legrand Livre des bonnes mœurs, vers 1450, Bibliothèque royale de Belgique Ms.11063
- manuscrit du Speculum humanae salvationis, Stiftsbibliothek, Einsiedeln, Cod. 206 [49])
- Heures d’Isabeau de Roubaix, Bibliothèque Municipale de Roubaix, ms 6

### Cartons et dessins
- Personnage en adoration, dessin, musée des beaux-arts de Besançon
- cartons des vitraux de l'église Saint-Séverin de Paris (attribués à son atelier), vers 1450 : Saint Jean-Baptiste, Saint Michel, La Vierge et l'Enfant, Le Christ portant le Monde, Saint Jean l’Évangéliste, Saint Martin, Deux figures d'anges (déposés au musée Carnavalet, VREC140)[14].